# Krahulčí
Krahulčí är en ort i Tjeckien.   Den ligger i regionen Vysočina, i den centrala delen av landet, 120 km sydost om huvudstaden Prag. Krahulčí ligger 524 meter över havet och antalet invånare är 615.
Terrängen runt Krahulčí är huvudsakligen platt, men åt nordväst är den kuperad. Runt Krahulčí är det ganska tätbefolkat, med 52 invånare per kvadratkilometer. Närmaste större samhälle är Telč, 2,8 km öster om Krahulčí. Omgivningarna runt Krahulčí är en mosaik av jordbruksmark och naturlig växtlighet.